# William Mordecai Cooke

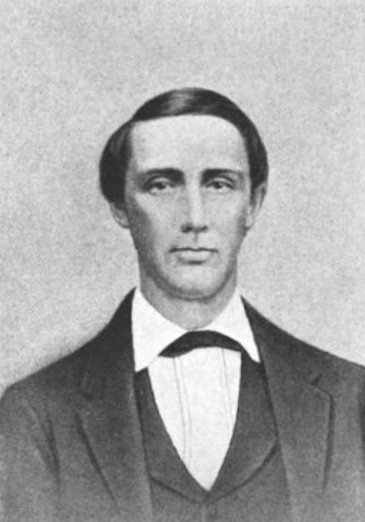
William Mordecai Cooke Sr.

William Mordecai Cooke, Sr. (* 11. Dezember 1823 in Portsmouth, Virginia; † 14. April 1863 in Petersburg, Virginia) war ein amerikanischer Politiker aus dem 19. Jahrhundert.
Cooke bekleidete 1849 das Amt eines Richters in Missouri. Nach der Sezession seines Heimatstaat Missouri vertrat er diesen zuerst im Provisorischen Konföderiertenkongress und dann bis zu seinem Tod 1863 im 1. Konföderiertenkongress. Ferner war er während des Amerikanischen Bürgerkriegs als Colonel in der Confederate States Army tätig.
Seine letzte Ruhe fand er auf dem Calvary Cemetery in St. Louis, Missouri, wo er zuletzt umgebettet wurde.